# Comté d'Eaton
Pour les articles homonymes, voir Eaton.
Le comté d'Eaton (Eaton County en anglais) est un comté dans le sud-centre de la péninsule inférieure de l'État du Michigan. Son siège est à Charlotte. Selon le recensement de 2000, sa population est de 103 655 habitants.

## Géographie
Le comté a une superficie de 1 500 km2, dont 1 493 km2 de terres.

### Comtés adjacents
- Comté de Clinton (nord-est)
- Comté d'Ingham (est)
- Comté de Jackson (sud-est)
- Comté de Calhoun (sud)
- Comté de Barry (ouest)
- Comté de Ionia (nord-ouest)